# Luzula echinata
Luzula echinata là một loài thực vật có hoa trong họ Juncaceae. Loài này được (Small) F.J.Herm. mô tả khoa học đầu tiên năm 1938.